# Tovarné
Tovarné (in ungherese Tavarna) è un comune della Slovacchia facente parte del distretto di Vranov nad Topľou, nella regione di Prešov.